# Magava marginata
Magava marginata är en fjärilsart som beskrevs av William Schaus 1901. Magava marginata ingår i släktet Magava och familjen tandspinnare. Inga underarter finns listade i Catalogue of Life.